# Bryan Clarke
Bryan Campbell Clarke (* 24. Juni 1932; † 27. Februar 2014) war ein britischer Evolutionsbiologe und Genetiker.

## Jugend und Ausbildung
Clarke war der Sohn eines Lederhändlers in Nottinghamshire, der bei einem Bombenangriff in London im Jahr 1941 ums Leben kam. Er wurde während des Zweiten Weltkriegs auf die Bahamas geschickt, wo sein Interesse für Muscheln und Schnecken geweckt wurde. Nach dem Tod seines Vaters wurde er von einer befreundeten Familie in Boston aufgenommen und kehrte 1945 wieder nach England zurück. Später leistete er seinen Wehrdienst in der Royal Air Force ab und erlangte ein Stipendium für das Magdalen College in Oxford, wo er Zoologie studierte und 1956 den Bachelor-Abschluss machte sowie im Jahr 1961 promovierte. Ab 1959 war er Assistant Lecturer und später Reader an der University of Edinburgh und 1971 wurde er Professor für Genetik an der University of Nottingham, an der er 1997 emeritiert wurde. 1971 bis 1976 und 1981 bis 1993 stand er der Fakultät für Genetik vor.

## Werk
Clarke untersuchte die Artbildung anhand von Landschnecken der Gattung Partula auf vulkanischen Inseln des Ostpazifiks in den 1960er Jahren und der Hain-Bänderschnecke (Cepaea nemoralis) in England. 1962 prägte er den Begriff apostatische Selektion: Beutetiere die im äußeren Erscheinungsbild von der Mehrheit ihrer Artgenossen abweichen und somit aus dem Beuteschema der Räuber fallen haben danach einen Selektionsvorteil. Er hatte festgestellt, dass sich die Population von Hain-Bänderschnecken in Sanddünen bei Berrow in Somerset vom Überwiegen von Formen mit doppelter Bänderung (1926) zu solchen mit einfacher Bänderung (1962, zwölf Generationen später) verschoben hatte. Der Grund war, dass sie vermehrt von Drosseln bejagt wurden, die sich wiederum aufgrund des Vordringens von Sanddorn-Büschen ausgebreitet hatten, die ihnen vor Falken Schutz boten. Das wurde auch zur Erklärung zum Beispiel der großen Zahl von Phänotypen bei tropischen Insekten herangezogen.
Später befasste er sich mit Evolution auf molekularer Ebene und betonte im Gegensatz zur Neutralen Theorie molekularer Evolution (Motoo Kimura, J. L. King, Thomas Jukes u. a.) die Rolle natürlicher Auslese (und speziell apostatischer Selektion).
Er war einer der Gründer der Population Genetics Group, die seit den 1960ern regelmäßig jährliche Symposien veranstaltet, und war 2004 Mitgründer von Frozen Ark, einem Projekt, das die DNA gefährdeter Arten durch Einfrieren sichern will und das zoologische Gegenstück zu einem botanischen Programm (Millennium Seed Bank) von Kew Gardens ist. 1978 bis 1985 war er Herausgeber der Zeitschrift Heredity.

## Auszeichnungen
2008 erhielt er die Darwin-Wallace-Medaille. Er war Fellow der Royal Society (1982), Mitglied der American Academy of Arts and Sciences (2004) und der American Philosophical Society und erhielt 2003 die Linnean Medal und 2010 die Darwin-Medaille.